# Vânători, Cluj
Vânători, mai demult Iegheriște, (în maghiară Börvény) este un sat în comuna Ciucea din județul Cluj, Transilvania, România.

## Istoric
Aici s-a aflat sticlăria familiei Bánffy. În Bihor cuvântul iagă (din maghiară üveg) înseamnă sticlă. Conform academicianului David Prodan administrația românească a presupus la originea Iegheriștii nemțescul Jäger („vânător”) și a tradus astfel în mod greșit numele localității.